# K3 Originals
K3 Originals, De Reünie is een geplande concertreeks met de originele bezetting van K3. Op 24 maart 2025 werden na wekenlange geruchten de eerste concerten aangekondigd met Karen, Kristel en Kathleen. Veertien shows waren in een uur tijd uitverkocht in Sportpaleis Antwerpen, en acht keer werd Rotterdam Ahoy uitverkocht. Op 29 april 2025 werden door de grote vraag nog acht geplande extra shows toegevoegd in beide concertzalen. Een laatste reeks extra shows bracht het totaal op 16 Ahoy's en 22 Sportpaleizen. Hiermee brak de meidengroep een record.

## Optredens
| Datum                | Stad      | Zaal                    |
| België               | België    | België                  |
| -------------------- | --------- | ----------------------- |
| 3 oktober 2025       | Antwerpen | Sportpaleis (AFAS Dome) |
| 4 oktober 2025 (2x)  | Antwerpen | Sportpaleis (AFAS Dome) |
| 5 oktober 2025 (2x)  | Antwerpen | Sportpaleis (AFAS Dome) |
| 6 oktober 2025       | Antwerpen | Sportpaleis (AFAS Dome) |
| 7 oktober 2025       | Antwerpen | Sportpaleis (AFAS Dome) |
| 8 oktober 2025       | Antwerpen | Sportpaleis (AFAS Dome) |
| 9 oktober 2025       | Antwerpen | Sportpaleis (AFAS Dome) |
| 10 oktober 2025      | Antwerpen | Sportpaleis (AFAS Dome) |
| 11 oktober 2025 (2x) | Antwerpen | Sportpaleis (AFAS Dome) |
| 12 oktober 2025 (2x) | Antwerpen | Sportpaleis (AFAS Dome) |
| Nederland            |           |                         |
| 2 april 2026         | Rotterdam | Ahoy                    |
| 3 april 2026         | Rotterdam | Ahoy                    |
| 4 april 2026         | Rotterdam | Ahoy                    |
| 5 april 2026         | Rotterdam | Ahoy                    |
| 6 april 2026 (2x)    | Rotterdam | Ahoy                    |
| 7 april 2026         | Rotterdam | Ahoy                    |
| 9 april 2026         | Rotterdam | Ahoy                    |
| 10 april 2026 (2x)   | Rotterdam | Ahoy                    |
| 11 april 2026 (2x)   | Rotterdam | Ahoy                    |
| 12 april 2026 (2x)   | Rotterdam | Ahoy                    |
| 13 april 2026        | Rotterdam | Ahoy                    |
| België               |           |                         |
| 21 mei 2026          | Antwerpen | Sportpaleis (AFAS Dome) |
| 22 mei 2026          | Antwerpen | Sportpaleis (AFAS Dome) |
| 23 mei 2026          | Antwerpen | Sportpaleis (AFAS Dome) |
| 24 mei 2026          | Antwerpen | Sportpaleis (AFAS Dome) |
| 25 mei 2026          | Antwerpen | Sportpaleis (AFAS Dome) |
| 27 mei 2026          | Antwerpen | Sportpaleis (AFAS Dome) |
| 28 mei 2026          | Antwerpen | Sportpaleis (AFAS Dome) |
| 29 mei 2026          | Antwerpen | Sportpaleis (AFAS Dome) |
| 30 mei 2026 (2x)     | Antwerpen | Sportpaleis (AFAS Dome) |